# 世棄犬
世棄犬（よすていぬ）は、日本の漫画家、イラストレーター。主に成人向けの漫画雑誌で活躍する。
1994年、成年誌「コミックラッツ増刊」に世棄犬名義でデビュー。以後「コミックドルフィン」「コミックメガストア」などに成年向けの漫画作品を発表。成年誌での別ペンネームに品葉諸友（しなば もろとも）、馬利権造（ばり ごんぞう）、VARYGONZOなどがある。
寡作であり、描く内容が掲載の基準から外れることもあるため、漫画家としての活動期間に反して単行本数は少なく、また単行本未収録作品も多い。
自身の作風に関して、単行本のあとがきで「（エロマンガとして）問題外」「絵を描くのが苦手」「マンガ描きとして適正ゼロ」などと自虐的に批評しており、2008年に発売された『世棄犬廃品集Ⅰ』と『世棄犬廃品集Ⅱ』に収録されている連載作品「国防戦隊Jレンジャー」は全12話中冒頭2話のみ雑誌掲載で、残りはボツになった話と描き下ろしで構成されている。この「廃品集」というタイトルも、真面目に描く時には絶対にしない「安易なネタ」「時事批評」「昔のボツネタ」などを扱った本だからという理由で付けられている。
成年誌での活動と平行して、1997年、青年誌である「月刊アフタヌーン」にて、博内和代（はかない かずよ）名義の作品『チャックのある風景』がアフタヌーン四季賞夏のコンテストの四季大賞を受賞する。以後このペンネームで同誌に読切りの短編作品『外環視点』『バナナ チ○コ』『SEA SIDE SOUVENIR』を発表。2002年以降は博内和代名義での作品発表はされておらず、またこれらの作品を収録した単行本も未刊のままである。

## 作品リスト

### 世棄犬 名義

#### 単行本
- 『DOG MAN』司書房、1996年6月25日発行、ISBN 9784887250901
- 『DOGMAN SCRAP』コアマガジン、2005年2月2日発行、ISBN 9784877348007

『DOG MAN』に、単行本未収録作品と雑誌未発表作品を追加収録した再録・新装版。巻末付録の漫画は新たなものになっている 。
発売記念としてとらのあな購入者限定で、描き下ろしショートコミックの折本がプレゼントされた。
- 『世棄犬廃品集Ⅰ』メディアックス、2008年11月5日発行、ISBN 9784862010636
- 『世棄犬廃品集Ⅱ』メディアックス、2008年12月5日発行、ISBN 9784862010711
- 『青線地帯』ヒット出版社、2013年8月22日発行、ISBN 9784894656000

#### 単行本未収録
- 「彼地、相見えし者共ありて、我往かん/Return of the Bothside」全7話、コミックドルフィン1996年5～11月号に掲載。
- 「新・桃太郎伝説」コミックドルフィン1998年7月号掲載。品葉諸友名義。
- 「BADMEN 1st」全2話、コミックドルフィン2000年10～11月号に掲載。VARYGONZO名義。
- 「BADMEN 2nd」全3話、コミックドルフィン2000年12月号、2001年1～2月号に掲載。VARYGONZO名義。
- 「ギリシャ危機（クライシス）! 第3幕」コミック阿吽2013年01月号掲載。

### 博内和代 名義
掲載はすべて「月刊アフタヌーン」（講談社）。
- 「チャックのある風景」1997年10月号掲載。
- 「外環視点」1998年3月号掲載。
- 「バナナ チ○コ」2000年3月号掲載。
- 「SEA SIDE SOUVENIR」2002年5月号掲載。